# Josef Abrhám
Josef Abrhám (n. 14 decembrie 1939, Zlín, Zlín, Cehia – d. 16 mai 2022, Mělník, Boemia Centrală, Cehia) a fost un actor ceh de teatru, film și televiziune. El a fost soțul actriței Libuše Šafránková.

## Filmografie

### Filme de cinema
- 1961 Kde alibi nestačí
- 1962 Černá dynastie
- 1962 Transport z ráje
- 1962 Strop
- 1962 Neschovávejte se, když prší
- 1962 Velká cesta
- 1963 U stropu je pytel blech
- 1963 Křik
- 1964 Každý den odvahu
- 1967 Pension pro svobodné pány
- 1967 Happy end
- 1967 Dita Saxová
- 1968 Pražské noci
- 1969 322
- 1969 Hvězda
- 1970 Esop (Ezop), regia Ranghel Vălceanov
- 1970 Partie krásného dragouna
- 1971 Šance
- 1972 Morgiana
- 1973 Výstřely v Mariánských Lázních
- 1973 Pokus o vraždu
- 1974 Motiv pro vraždu
- 1975 Tetované časom
- 1975 Holka na zabití
- 1976 Marečku, podejte mi pero!
- 1977 Štipku soli
- 1978 Kulový blesk
- 1979 Tím pádem
- 1980 Trhák
- 1980 Demokrati
- 1980 Vrchní, prchni!
- 1983 Záchvěv strachu
- 1983 Jára Cimrman ležící, spící
- 1984 Rozpuštěný a vypuštěný
- 1985 Skalpel, prosím
- 1985 Experiment Eva
- 1986 Mladé víno
- 1986 C. K. dezertéři
- 1989 Konec starých časů
- 1989 Člověk proti zkáze
- 1990 V žáru královské lásky
- 1991 Žebrácká opera
- 1993 Městem chodí Mikuláš
- 1993 Šakalí léta
- 1994 Andělské oči
- 1997 Stůj, nebo se netrefím
- 1999 Všichni moji blízcí
- 1999 Návrat ztraceného ráje
- 2004 Pánská jízda
- 2005 Konečná stanica
- 2006 Kráska v nesnázích
- 2006 Obsluhoval jsem anglického krále
- 2011 Odcházení
- 2013 Přijde letos Ježíšek?
- 2015 Korunní princ
- 2016 Anděl Páně 2

### Filme de televiziune
- 1969 Bahno
- 1969 Pasiáns
- 1971 Zaprášené histórie
- 1972 Zbojník Ondráš
- 1973 Sen noci svatojánské
- 1974 Byl jednou jeden dům
- 1977–1981 Nemocnice na kraji města
- 1978 Pán ze Salcburku
- 1979 Upír ve věžáku
- 1979 Jak je důležité míti Filipa
- 1982–1986 Malý pitaval z velkého města
- 1983 Svatební cesta do Jiljí
- 1984 Bambinot
- 1985 Domek u lesa
- 1985 Jubileum
- 1986 Zlá krev
- 1988 Druhý dech
- 1990 Audience
- 1990 Přísahám a slibuji
- 1991 Smrt barona Gangary
- 1992 Náhrdelník
- 1996 Play Strindberg
- 1997 Doktor Munory a jiní lidé
- 1998 Na lavici obžalovaných justice
- 2002 Elixír a Halíbela
- 2003 Nemocnice na kraji města po dvaceti letech
- 2007 Hraběnky
- 2008 Nemocnice na kraji města – nové osudy
- 2008 Kouzla králů
- 2017 Trpaslík

## Premii
- 1980 – Cena za herecký výkon (Vrchní, prchni!)
- 1991 – Cena ministra kultury (Člověk proti zkáze)
- 1993 – Cena za herecký výkon (Šakalí léta)
- 2020 – Cena Thálie – Celoživotní mistrovství: činohra[16][17]

## Legătura externe
- Josef Abrhám la Internet Movie Database